# Křižák obecný
Křižák obecný (Araneus diadematus) z čeledi křižákovití je nejznámějším a velmi hojným pavoukem v Česku. Vyskytuje se kromě Evropy rovněž v některých oblastech Asie a v Severní Americe (části USA a Kanady). Obývá zvláště lesy a zahrady, lze se s ním setkat i v otevřených krajinách, pokud nejsou zcela odlesněné.

## Popis
Zbarvení křižáků je velmi variabilní, od černohnědého po tmavohnědé, světlehnědé, červenohnědé, oranžovohnědé a zlatohnědé. Vždy je zřetelná charakteristická křížová kresba na hřbetní straně zadečku, kterou tvoří pět bílých skvrn, které mohou různými způsoby splývat, nebo mohou být částečně redukované. Tvar zadečku, který bývá zpravidla mnohem větší než hlavohruď, je nápadný – je nejširší v první třetině, odkud se pozvolna zužuje. Samec odpovídá zbarvením samici, ale zadeček má podstatně menší. Samice mají před nakladením vajec téměř kulovitý zadeček. Zatímco samci dorůstají jen 5–10 mm, samice mohou mít 12–17 mm. Křižák má 6 párů končetin (4 páry kráčivých končetin a dva páry makadel).

## Způsob života
Křižáci tkají charakteristické kolové pavučiny velmi pravidelných tvarů, nejčastěji ve větvích stromů a keřů, ale i mezi vysokými bylinami a na budovách. Celá síť je většinou zavěšena na jednom velmi silném nosném vlákně a mívá obvykle kolem třiceti paprsků. Při stavění pavučiny nejdříve upřede dvě vlákna ve tvaru Y. Pak následují další paprsky a pak udělá hustou spirálu, kterou opatří lepem, aby se kořist pevně chytila. Opotřebenou pavučinu sní a utká novou. Křižák se během dne zdržuje uprostřed své sítě nebo v úkrytu v její blízkosti a čeká na potenciální kořist, kterou bývá poletující hmyz. Když se něco chytí, pavouk bleskurychle vyběhne a kořist usmrtí jedem z klepítek. Pak ji obalí pavučinovými vlákny. Když se kořist stále hýbe, je ještě jednou kousnuta. Poté si ji zavěsí na snovací bradavky a odnese do úkrytu nebo do středu pavučiny, kde ji sní. Křižák se průměrně dožívá 3 let. Stejně jako většina pavouků má jedovou žlázu, ovšem kousnutí křižákem není pro člověka životu nebezpečné.

## Rozmnožování
Dospělý samec si už nepřede síť, neloví, veškerý čas tráví vyhledáváním partnerky. Když se mu podaří objevit síť dospělé samice, upřede k jejímu okraji vlastní vlákno, které mu poslouží jako komunikační prostředek – brnká na ni jako na strunu a přenáší zvukové vibrace na partnerčinu síť. Pokud je dostatečně „zručný“, podaří se mu partnerku přesvědčit, aby se přiblížila k jeho vláknu. Posléze dochází k páření, které se obvykle několikrát opakuje. Samec má na konci makadel pouzdra, do kterých ukládá sperma. Tato pouzdra strká do pohlavního otvoru samice. Námluvy velmi často končí zabitím a sežráním samce. Mláďata se líhnou na jaře z vajíček, která nakladla samice na podzim. Dospívají až další rok na jaře. Samice hynou po nakladení vajec, pokud se v okolí náhodně neobjeví hmyz.

## Galerie

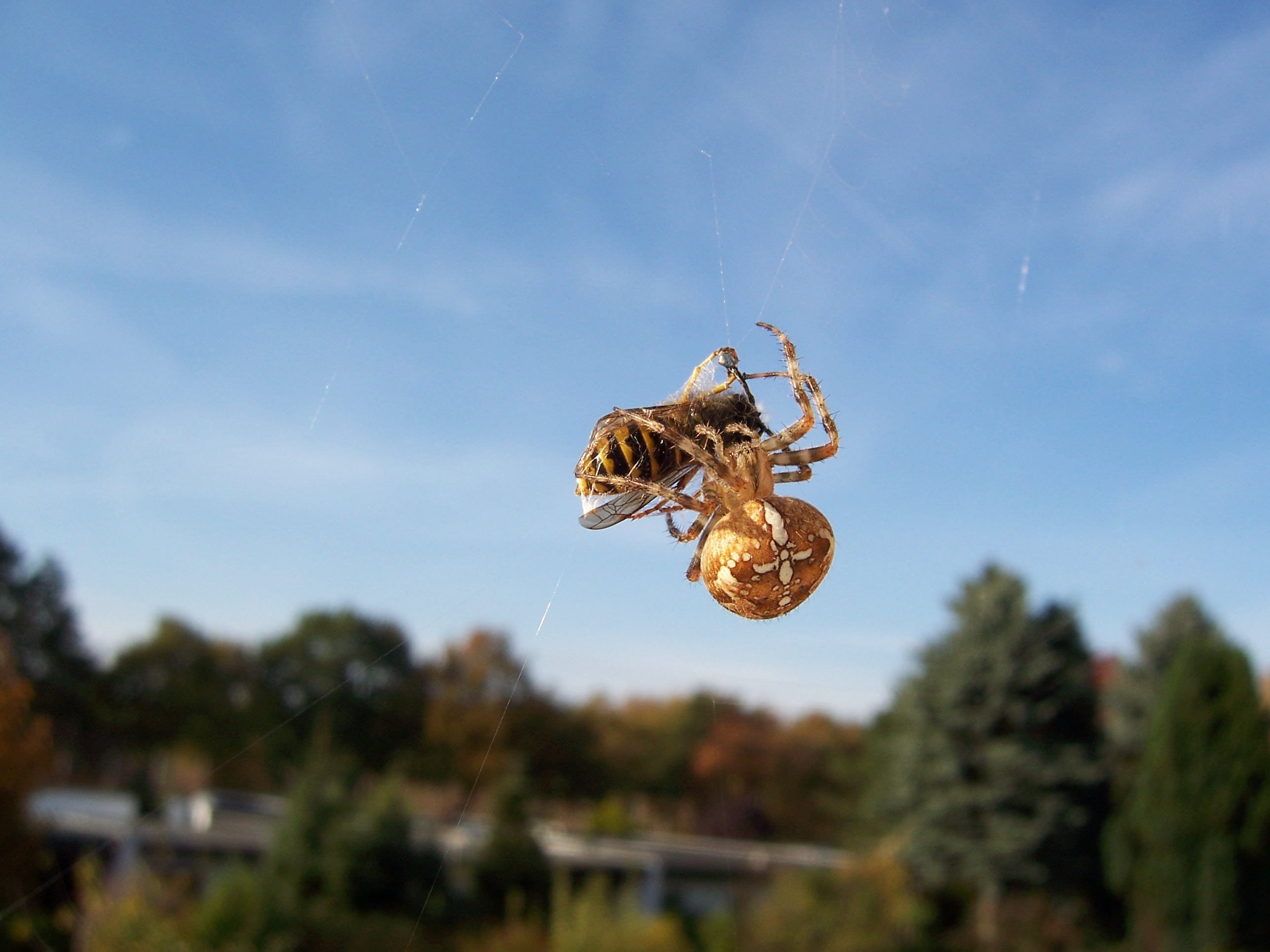
Křižák obecný s vosou útočnou
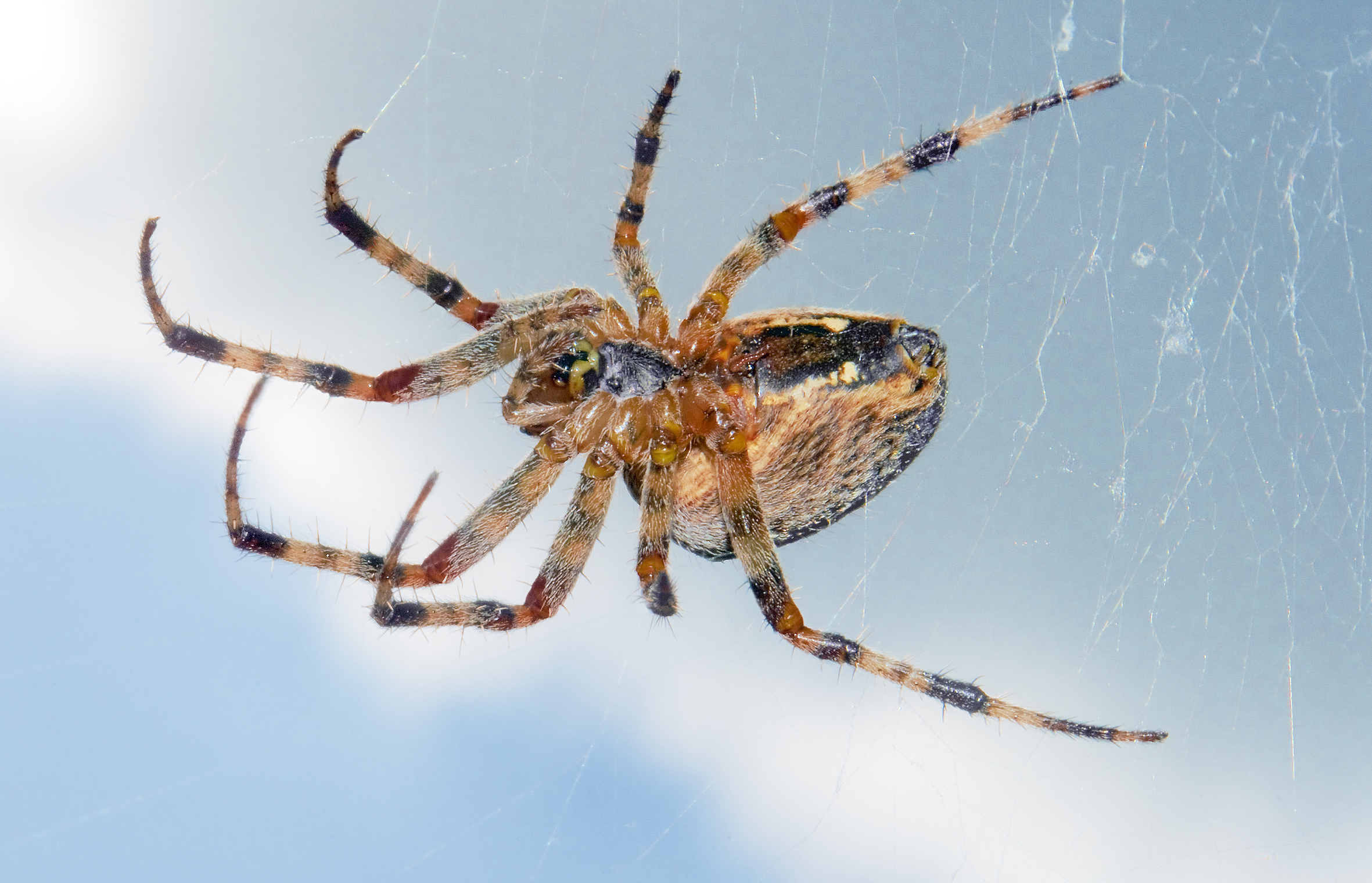
Spodní část těla
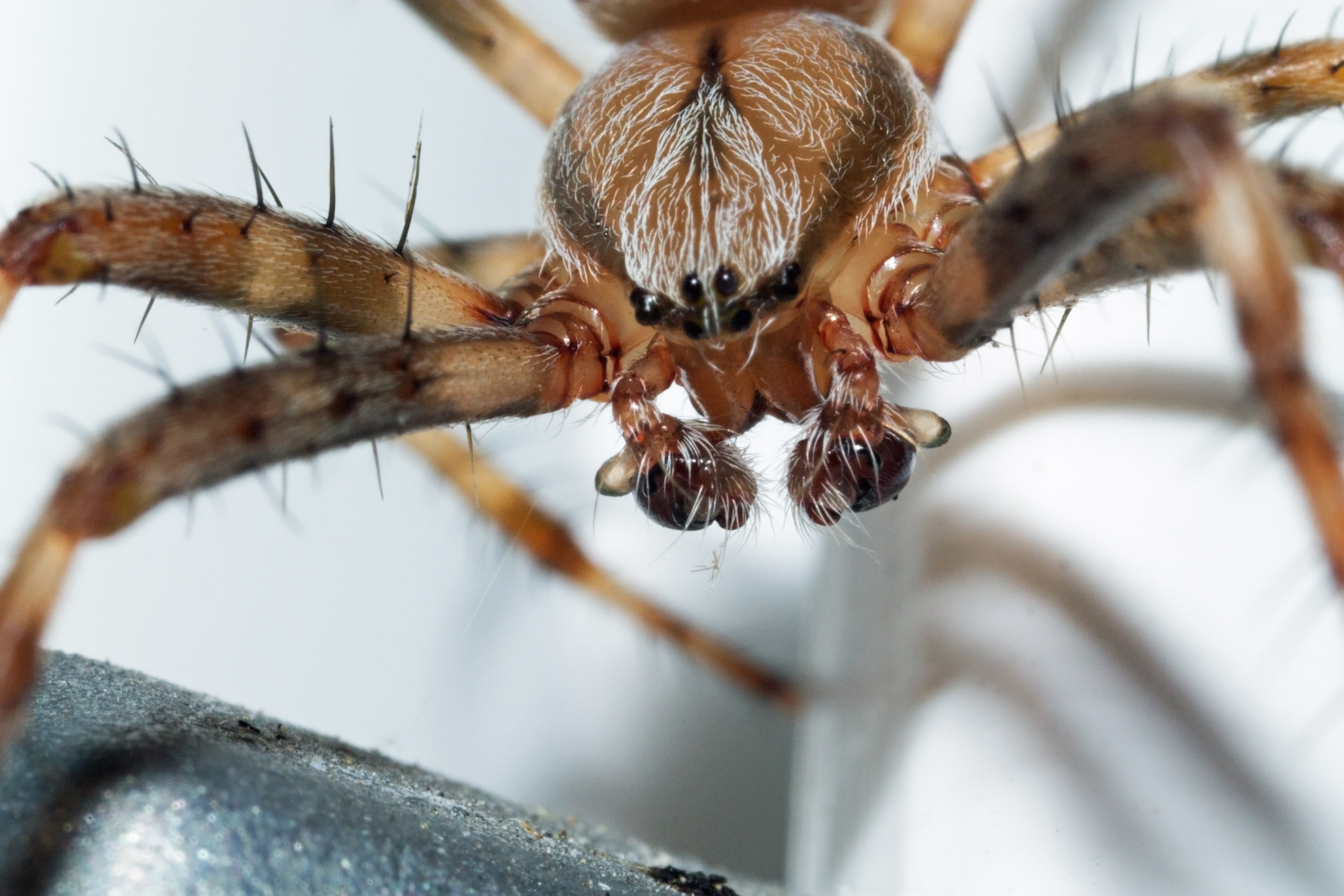
Detail hlavy
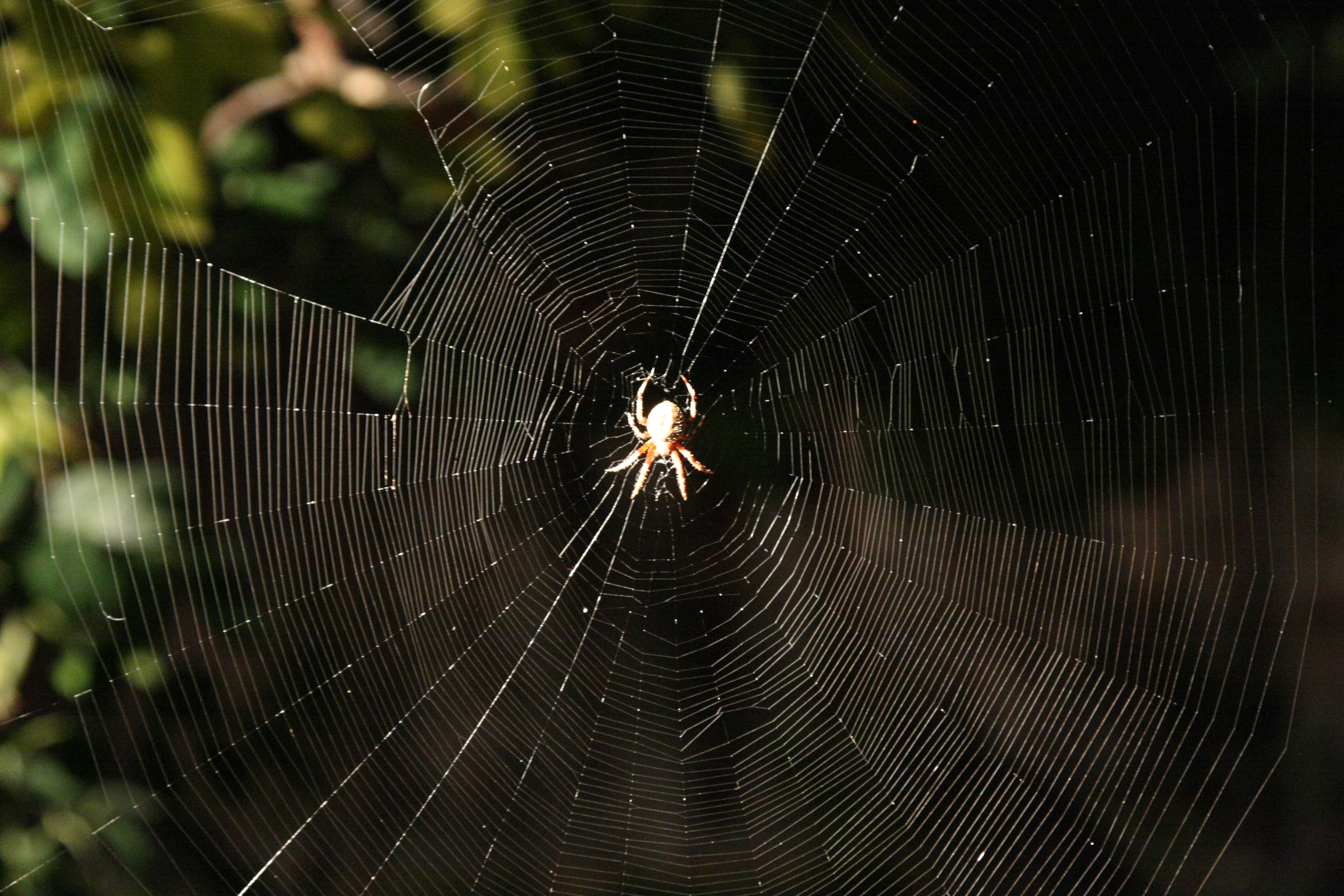
Na pavučině
- Právě vylíhlá mláďata vytvářející shluky podobné malině